# Fujiwara no Toyozawa

Fujiwara no Toyozawa (藤原豊沢) foi um samurai do Período Heian da História do Japão e foi membro do Ramo Hokke do Clã Fujiwara (Fujiwara do Norte)

## Vida
Filho mais velho de Fujinari, foi criado na casa de sua mãe, enquanto seu pai mudava-se para outros lugares para assumir seus cargos. Ao contrário de Fujinari, Toyozawa não tinha a mínima ambição para uma carreira na capital e procurou se utilizar das conexões da família de sua mãe, a fim de se estabelecer como um magnata da localidade. Casando com  um membro de um clã que fazia parte dos clãs relacionados com a família de sua mãe, propiciou a fusão dos Totori com os Fujiwara. Seu primeiro cargo foi como secretário e  logo em seguida governador de Shimotsuke. Quem assumiu a liderança do clã na região após sua morte foi seu filho Murao .